# 카풀 (영화)
카풀(Carpool)는 1996년에 개봉한 미국의 영화이다.

## KBS 성우진 (2001년 8월 5일)
- 문관일 - 프랭클린(톰 아놀드)
- 장광 - 다니엘(데이비드 페이머)
- 강구한 - 에드로만 경위(킴 코티스)
- 나수란 - 마사(레아 펄먼)
- 정민희 - 엄마(스텔리나 루시치)
- 임은정 - 첼시(콜린 레니슨)
- 구민선 - 트래비스(조르단 브레이크 워콜)
- 이연승 - 앤드류(마이키 코바)
- 유동균 - 벅키(미야 가드너)
- 임미진 - 케일라(레이철 리 쿡)
- 장승길 - 해머맨
- 박미선 - 할머니
- 서광재 - 종업원
- 류다무현 - 제리(조 트렌치)